# Monastero dei Carmelitani
Il monastero dei Carmelitani, attiguo alla chiesa del Carmine, è un edificio barocco di Lecce, costruito a cavallo dei secoli XVI e XVII, per i padri carmelitani, giunti in città nel 1481. 

## Storia e descrizione
Gli ambienti del convento sono organizzati intorno ad un chiostro quadrangolare i cui prospetti interni mostrano i segni degli interventi ottocenteschi. Per tutto il piano terra si susseguono arcate a tutto sesto impostate su pilastri a fusto liscio, mentre al primo piano, lungo i lati che confinano con la chiesa si apre un loggiato. Il portico è coperto con volte a crociera le cui chiavi di volta e peducci sono spesso decorati, mentre alcune lunette sono affrescate. Al pian terreno è presente un interessante ambiente con volta a padiglione affrescata da motivi a grottesche e scene della vita del profeta Elia e ritratti di santi carmelitani. 
La comunità venne soppressa nel 1807 e dal 1813 il monastero venne adibito a caserma. In questo secolo si registrarono numerosi interventi fra cui l'abbattimento di diversi corpi di fabbrica.
Dopo un accurato restauro il convento è divenuto la sede del Rettorato dell'Università del Salento.